# Temporada 1985 del Campeonato de Galicia de Rally
La temporada 1985 fue la edición 7º del Campeonato de Galicia de Rally. Comenzó el 17 de febrero en el Rally Botafumeiro y terminó el 27 de noviembre en el Rally de Pontevedra.

## Calendario
| N.º | Fecha                        | Rally                             | Resultados |
| --- | ---------------------------- | --------------------------------- | ---------- |
| 1   | 16-17 de febrero             | 1.º Rally Botafumeiro             | Resultados |
| 2   | 16-17 de marzo               | 1.º Critérium Seat Marineda Motor | Resultados |
| 3   | 20-21 de abril               | 2.º Rally de Noia                 | Resultados |
| 4   | 12 de mayo                   | 19.º Rally do Lacón               | Resultados |
| 5   | 7-9 de junio                 | 18.º Rally de Ourense             | Resultados |
| 6   | 5-7 de julio                 | 3.º Critérium Mora Renault        | Resultados |
| 7   | 10-11 de agosto              | 21.º Rally Rías Baixas            | Resultados |
| 8   | 31 de agosto-1 de septiembre | 16.º Rally de Ferrol              | Resultados |
| 9   | 11-13 de octubre             | 7.º Rally San Froilán             | Resultados |
| 10  | 9-10 de noviembre            | 15.º Rally de La Coruña           | Resultados |
| 11  | 6-7 de diciembre             | 2.º Rally de Pontevedra           | Resultados |

## Clasificación
| Pos. | Piloto              | 1 BOT | 2 MAR | 3 NOI | 4 LAC | 5 OUR | 6 MOR | 7 RBX | 8 FER | 9 SFR | 10 COR | 11 PON | Ptos. |
| ---- | ------------------- | ----- | ----- | ----- | ----- | ----- | ----- | ----- | ----- | ----- | ------ | ------ | ----- |
| 1    | José Mora           | 1     | EXC   | 1     | 5     | 2     | 2     | 2     | 1     | 5     |        |        | 655   |
| 2.   | Alfonso Pavón       | 3     | 3     |       | 4     | 5     | Ret   | Ret   |       | 10    | 2      | 2      | 524   |
| 3.   | Carlos Piñeiro      |       | 1     | 2     | 1     | 9     | 1     | Ret   | Ret   |       | Ret    |        | 497   |
| 4.   | Germán Castrillón   | 4     | 4     |       |       |       |       |       | 3     | 9     | 3      |        | 494   |
| 5.   | Jano Outeiriño      |       |       |       |       | 18    | 5     |       | 9     |       | 7      |        | 472   |
| 6.   | Raúl García Collazo |       |       |       |       | 22    |       |       |       |       |        |        | 430   |
| 7.   | José Pereira        |       |       |       |       |       | 11    |       |       |       |        |        | 410   |
| 8.   | Ricardo Gallardo    |       |       | 3     | 2     | 3     | Ret   | Ret   |       |       |        | 1      | 371   |
| 9.   | «Peitos»            |       |       |       | 3     |       |       |       | 2     |       | 1      | Ret    | 370   |
| 10.  | José Mª Magdaleno   |       |       |       |       |       | 13    | Ret   |       |       |        |        | 305   |